# Петров Олексій Володимирович
Олексій Володимирович Петров (рос. Алексей Владимирович Петров; 1 лютого 1983, м. Ухта, СРСР) — російський хокеїст, захисник. Виступає за ХК «Сочі» у Континентальній хокейній лізі. 
Виступав за ХК «Липецьк», «Нафтохімік» (Нижньокамськ), «Нафтовик» (Леніногорськ), «Дизель» (Пенза), «Крила Рад» (Москва), «Хімік» (Воскресенськ), СКА (Санкт-Петербург), «Торпедо» (Нижній Новгород), «Атлант» (Митищі), «Трактор» (Челябінськ).